# 라비드
《라비드》(영어: Rabid)는 2019년 공개된 캐나다의 공포 액션 영화이다.

## 출연진

### 주연
- 로라 밴더부트 : 로즈 역

### 조연
- 벤 홀링스워드 : 브래드 하트 역
- 테드 아세튼 : 닥터 윌리엄 역
- 헤네케 탈보트 : 첼시 역
- C.M. 펑크 : 빌리 역
- 스티븐 허스자 : 도미닉 역
- 맥켄지 그레이 : 건터 역
- 스티븐 맥허티 : 닥터 케로이드 역
- 케빈 핸차드 : 라일리 박사 역
- 하이디 본 팔레스크 : 엘리엇 박사 역
- 조엘 라벨 : 트렌트 테일러 역
- 에디 인크세터 : 베벌리 박사 역
- 실비아 소스카 : 비브 역
- 젠 소스카 : 엘리 역

## 수상 목록
- 제27회 제라르메 국제판타스틱영화제 (2020년) 비경쟁부문